# NGC 4895A
NGC 4895A is een elliptisch sterrenstelsel in het sterrenbeeld Hoofdhaar. Het hemelobject werd op 5 mei 1864 ontdekt door de Duits-Deense astronoom Heinrich Louis d'Arrest.

## Synoniemen
- ZWG 160.245
- RB 167
- DRCG 27-207
- PGC 44717